# Morti nel 1309
| Questa pagina contiene informazioni ricavate automaticamente dalle voci biografiche con l'ausilio del template Bio e di un bot. L'aggiornamento è periodico e automatico e ricostruisce completamente la pagina. Se manca una persona in questa lista, sei pregato di non aggiungerla, ma accertati piuttosto che la sua voce biografica contenga il template Bio e che i dati anagrafici siano correttamente compilati. Se il template Bio manca, inseriscilo tu stesso o, in alternativa, metti l'avviso {{tmp\|Bio}} che ne segnala la mancanza. Se i dati riportati sono sbagliati, correggi direttamente la voce biografica; le modifiche saranno visibili in questa lista entro pochi giorni. Per chiarimenti vedi il progetto biografie. La lista contiene solo le 18 persone che sono citate nell'enciclopedia e per le quali è stato implementato correttamente il template Bio. Pagina aggiornata al 10 ago 2025. |

- 4 gennaio - Angela da Foligno, mistica italiana (n. 1248)
- 21 gennaio - Guido dei Bonacolsi, politico italiano
- 7 marzo - Lovato Lovati, notaio e poeta italiano
- 5 maggio - Carlo II di Napoli, sovrano (n. 1254)
- 19 maggio - Agostino Novello, religioso italiano (n. 1240)
- 10 agosto - Giovanni Boccamazza, cardinale e arcivescovo cattolico italiano
- 12 novembre - Giovanni da Scanzo, vescovo cattolico italiano
- 3 dicembre - Enrico III di Głogów, nobile polacco
- Alda di Siena, mistica e infermiera italiana (n. 1249)
- Boghislao IV di Pomerania, nobile
- Lottieri Della Tosa, vescovo cattolico e politico italiano
- Tettsū Gikai, monaco buddista giapponese (n. 1219)
- Francesco Grimaldi di Monaco, monegasco
- James of Saint George, architetto francese
- Luca Savelli di Giovanni, militare e politico italiano
- Taliku, condottiero mongolo
- Bernat de Rocafort, mercenario spagnolo (n. 1271)
- Ugo di Empúries, militare e politico spagnolo